# Lijst van voetbalinterlands Bermuda - Britse Maagdeneilanden
Deze lijst van voetbalinterlands is een overzicht van alle officiële voetbalwedstrijden tussen de nationale teams van Bermuda en de Britse Maagdeneilanden. De landen speelden tot op heden drie keer tegen elkaar. De eerste ontmoeting, een kwalificatiewedstrijd voor het Wereldkampioenschap voetbal 2002, werd gespeeld in Road Town op 5 maart 2000. Het laatste duel, een kwalificatiewedstrijd voor de Caribbean Cup 2005, vond plaats op 28 november 2004 in Kingstown (Saint Vincent en de Grenadines).

## Wedstrijden
| № | Plaats     | Datum            | Competitie                      | Wedstrijd                        | Uitslag |
| - | ---------- | ---------------- | ------------------------------- | -------------------------------- | ------- |
| 1 | Road Town  | 5 maart 2000     | WK 2002 kwalificatie            | Britse Maagdeneilanden – Bermuda | 1 – 5   |
| 2 | Devonshire | 19 maart 2000    | WK 2002 kwalificatie            | Bermuda − Britse Maagdeneilanden | 9 − 0   |
| 3 | Kingstown  | 28 november 2004 | Caribbean Cup 2005 kwalificatie | Britse Maagdeneilanden − Bermuda | 2 − 0   |

## Samenvatting
| Competitie                 | Totaal gespeeld | Winst Bermuda | Gelijk | Winst Br. Maagdeneil. | Doelsaldo Bermuda – Br. Maagdeneil. |
| -------------------------- | --------------- | ------------- | ------ | --------------------- | ----------------------------------- |
| WK-kwalificatie            | 2               | 2             | 0      | 0                     | 14 − 1                              |
| Caribbean Cup-kwalificatie | 1               | 0             | 0      | 1                     | 0 − 2                               |
| Totaal                     | 3               | 2             | 0      | 1                     | 14 − 3                              |

Wedstrijden bepaald door strafschoppen worden, in lijn met de FIFA, als een gelijkspel gerekend.
BFA · A-internationals · Bondscoaches · Statistieken · Bermudaans vrouwenelftal · Bermuda U21 · Bermuda U20 · Bermuda U19 · Bermuda U17
1960 – 1969 · 
1970 – 1979 · 
1980 – 1989 · 
1990 – 1999 · 
2000 – 2009 · 
2010 – 2019 ·
2020 − 2029
1964 · 
1965 · 
1966 · 
1967 · 
1968 · 
1969 · 
1970 · 
1971 · 
1972 · 
1973 · 
1974 · 
1975 · 
1976 · 
1977 · 
1978 · 
1979 · 
1980 · 
1981 · 
1982 · 
1983 · 
1984 · 
1985 · 
1986 · 
1987 · 
1988 · 
1989 · 
1990 · 
1991 · 
1992 · 
1993 · 
1994 · 
1995 · 
1996 · 
1997 · 
1998 · 
1999 · 
2000 · 
2001 · 
2002 · 
2003 · 
2004 · 
2005 · 
2006 · 
2007 · 
2008 · 
2009 · 
2010 · 
2011 · 
2012 · 
2013 · 
2014 ·
2015 ·
2016 ·
2017 ·
2018 ·
2019 ·
2020 ·
2021 ·
2022 ·
2023 ·
2024
Amerikaanse Maagdeneilanden ·
Antigua en Barbuda ·
Aruba ·
Bahama's ·
Barbados ·
Belize ·
Britse Maagdeneilanden ·
Brunei ·
Canada ·
Costa Rica ·
Cuba ·
Denemarken ·
Dominica ·
Dominicaanse Republiek ·
El Salvador ·
Finland ·
Grenada ·
Guatemala ·
Guinee ·
Guyana ·
Haïti ·
Honduras ·
IJsland ·
Jamaica ·
Kaaimaneilanden ·
Mexico ·
Montserrat ·
Nederlandse Antillen ·
Nicaragua ·
Noorwegen ·
Panama ·
Puerto Rico ·
Saint Kitts en Nevis ·
Saint Lucia ·
Saint Vincent en de Grenadines ·
Suriname ·
Trinidad en Tobago ·
Venezuela ·
Verenigde Staten
BVIFA · A-internationals · vrouwenelftal
Amerikaanse Maagdeneilanden ·
Anguilla ·
Antigua en Barbuda ·
Aruba ·
Bahama's ·
Barbados ·
Bermuda ·
Cuba ·
Curaçao ·
Dominica ·
Dominicaanse Republiek ·
Grenada ·
Guatemala ·
Haïti ·
Kaaimaneilanden ·
Montserrat ·
Puerto Rico ·
Saint Kitts en Nevis ·
Saint Lucia ·
Saint Vincent en de Grenadines ·
Suriname ·
Trinidad en Tobago ·
Turks- en Caicoseilanden